# Марцелин (генерал)
Вижте пояснителната страница за други личности с името Марцелин.
Марцелин (на латински: Marcellinus; на гръцки: Μαρκελλιανός; † август 468, Сицилия) e генерал и patricius на Западната Римска империя през 5 век.
Марцелин e езичник и образован. Служи при приятеля си Аеций и след неговото убийство се отдръпва от Валентиниан II. Отива в Далмация и си създава отделно независимо царство (подобно на това по-късно на Егидий в Галия), което е търпяно от Византия. Майориан му помага с войска от хуни и го произвежда на генерал.
През 457 – 468 г. Марцелин e magister militum в Далмация. По-късно Марцелин поддържа император Антемий и през 468 г. става главнокомандващ на флотата на западната и източната войска в борбата против вандалите. Превзема обратно от вандалите Сицилия и Сардиния. Убит е вероятно по заповед на Рицимер на Сицилия.
Неговият племенник Юлий Непот, син на сестра му, наследява властта в Далмация и става император на Запад, признат и от Византия, и управлява от 474 – 475 до 480 г.